# Abdemon (Tyros)
Abdemon war ein Weiser aus Tyros und Berater des Königs Hiram von Tyros. 
Einzige Quelle ist Flavius Josephus, Antiquitates Judaicae 8, 146–149, der sich wiederum auf Menander von Ephesos beruft, der die tyrischen Archive ins Griechische übertragen habe. 
Er berichtet, dass Abdemon jung war, aber alle Rätsel, die Salomon an Hiram sandte, lösen konnte. Nach einem gewissen Dios hatten Salomon und Hiram dabei um Geld gewettet, und zu Beginn verlor Hiram große Summen, weil er Salomons Rätsel nicht lösen konnte. Nachdem er sich aber der Hilfe Abdemons versichert hatte, konnte dieser für ihn nicht nur die Rätsel des Königs von Judäa lösen, sondern seinerseits solche stellen, deren Lösungen Salomon verschlossen blieben, und auf diese Weise viel Geld zurückgewinnen.